# Прежде чем я упаду
«Прежде чем я упаду» (англ. Before I Fall) — роман, написанный американской писательницей Лорен Оливер. Её дебютный роман, выпущенный в 2010 году, практически сразу попал в список бестселлеров. Роман ориентирован на подростков 16-17 лет.
В России был выпущен в 2011 году издательством «Эксмо», в 2017 году был несколько раз переиздан.

## Сюжет
История начинается в пятницу, 12 февраля, накануне Дня Святого Валентина. Линдси, Элоди, Элли и Сэм — лучшие подруги, самые популярные девчонки в школе. Итак, главная героиня (Сэм) просыпается за «7 минут и 47 секунд» до приезда подруги. (Линдси) Линдси приезжает и кричит «Бип-бип» (трюк, чтобы не злить маму Сэм, которая ругает Линдси за «фафаканье»). Линдси забирает девушку из дома на своем Range Roverе. Каждое утро девушки едут на машине в школу, едят пончики Dunkin' Donuts и пьют кофе. Перед самой школой опускают окна и включают на полную мощность песню «No more drama» Мэри Джей Блайдж. 2 раза в год девушки одеваются одинаково: «в День купидона и в Пижамный день на Неделе школьного духа». Четверка обычно появляется на парковке за 10 минут до 1 урока. В школе в День Святого Валентина целый день девочки-купидончики на роликах разносят по классам розы-валентинки с валограммами (очевидно, производное слово от «Валентин» и «телеграмма»). Главная героиня получает розу и от её парня Роба — самого крутого парня в школе, по которому сохнут все девчонки, и с которым этим вечером она должна заняться сексом.
Вечером компания отправляется на вечеринку, которую устраивает друг детства Саманты, Кент, где будут все старшеклассники. Однако, ненадолго задержавшись, девушки уезжают с вечеринки. В машине Элоди и Элли ссорятся. Позже перед машиной вспыхивает белое пламя. Линдси кричит неразборчивое слово, и машина летит с дороги прямо в чёрную пропасть. Компания погибает.
На следующее утро Саманта просыпается радостная, (неужели это был всего лишь сон?) но затем она понимает, что День купидона повторяется. Чтобы выбраться из этой временной петли, Саманте придется исправить все свои ошибки и понять то, чего раньше не понимала. Ей дан шанс прожить жизнь иначе. Повторяя один и тот же день 7 раз, она постепенно распутывает тайну своей смерти и открывает для себя истинные ценности жизни. Изначально, Сэм хотела спасти свою жизнь, думая, что если избежит смерти — всё закончится, и временная петля распутается, но когда злополучный день повторяется и повторяется, она решает, что сошла с ума. Затем Саманта случайно узнает, что одна из её одноклассниц, над которой четвёрка издевалась долгие годы, хочет покончить жизнь самоубийством. Девушка чувствует себя виноватой и хочет ей помочь. Также она узнает, что в детстве Джулиет Сиха, та самая одноклассница Сэм, и Линдси были лучшими подругами до пятого класса. Когда у Линдси были проблемы из-за развода родителей, Джулиет всегда была рядом и обещала хранить в секрете всё, что связано с Линдси. Но в один из походов гёрлскаутов в пятом классе, Линдси описалась в свой спальный мешок, и в состоянии испуга и шока, она всё свалила на Джулиет, прозвав её «Мышкой-мокрушкой». После этого они больше никогда не общались, а позже Линдси и вовсе стала высмеивать девушку, настраивать всех против неё, и издеваться самыми жестокими способами. Сэм понимает, что во время аварии неразборчивое слово Линдси звучало, как «Психа» (нынешнее прозвище Джулиет, которая в тот момент бросилась под машину). Саманта понимает, что Джулиет — её разгадка, её пропуск на свободу из этой временной петли, и что она должна её спасти. Но Сэм может спасти Джулиет только одним способом: пожертвовать собой, оттолкнув Джулиет с дороги. Когда она совершает этот героический поступок, временная петля развязывается.

## Герои
- Саманта Эмили Кингстон (Сэм, Сэмюэль) — главная героиня, 17 лет, в День Купидона она вместе с подругами разбивается на машине. Что-то удерживает её на Земле, и ей приходится пережить тот трагичный день снова и снова (7 раз), пока она не осознает своих ошибок и не исправляет их.
- Линдси — подруга Сэм, лидер компании.
- Элоди — подруга Сэм, носит очки. Самая деликатная и спокойная из всей компании.
- Элли — ещё одна подруга Сэм. В 9 классе собирала миниатюрных фарфоровых коров.
- Роб — парень Саманты. Один из самых популярных парней в школе.
- Кент — друг детства Саманты. Всегда был влюблён в неё.
- Джулиет Сиха (в оригинале — Сайкс) — красивая, светловолосая, скромная девушка. Становится объектом насмешек Линдси, Элли, Элоди и Саманты. Все называют её «Психа».

## Релиз в России
В РФ книга была переведена и выпущена в 2011 году издательством «Эксмо». Перевод был выполнен А. Килановой.

## Критика
Рецензии на книгу были в основном положительные. Сайт RT Book Reviews назвал книгу «Лучшим паранормальным романом / в жанре фэнтези».

## Экранизация
Права на экранизацию романа приобрела студия Fox 2010. В 2015 году права были перекуплены студией «Awesomeness Films». Съёмки фильма начались в Ванкувере 17 ноября 2015 года.
Мировая премьера состоялась 21 января 2017 года на Кинофестивале «Сандэнс». В России фильм вышел 27 июля 2017 года.